# Idempotente matrix
In de algebra is een idempotente matrix een matrix, die met zichzelf vermenigvuldigd weer zichzelf is. Een matrix {\displaystyle M} is dus idempotent, wanneer {\displaystyle MM=M}. Het is hiervoor noodzakelijk dat {\displaystyle M} een vierkante matrix is. 
{\displaystyle {\begin{bmatrix}1&0\\0&1\end{bmatrix}}} en {\displaystyle {\begin{bmatrix}2&-2&-4\\-1&3&4\\1&-2&-3\end{bmatrix}}} zijn een voorbeeld van een {\displaystyle 2\times 2} en een {\displaystyle 3\times 3} idempotente matrix.

## 2 × 2 Voorbeeld
Als een matrix {\displaystyle {\begin{pmatrix}a&b\\c&d\end{pmatrix}}} idempotent is, dan 
- {\displaystyle a=a^{2}+bc},
- {\displaystyle b=ab+bd\Rightarrow b(1-a-d)=0\Rightarrow b=0} of {\displaystyle d=1-a},
- {\displaystyle c=ca+cd\Rightarrow c(1-a-d)=0\Rightarrow c=0} of {\displaystyle d=1-a},
- {\displaystyle d=bc+d^{2}}.

Het is dus voor iedere {\displaystyle 2\times 2} idempotente matrix zo, dat het een diagonaalmatrix is of dat het spoor ervan gelijk is aan 1. Voor iedere idempotente diagonaalmatrix zijn {\displaystyle a} en {\displaystyle d} ofwel 1 of 0.
Als {\displaystyle b=c} is de matrix {\displaystyle {\begin{pmatrix}a&b\\b&1-a\end{pmatrix}}} idempotent als {\displaystyle a^{2}+b^{2}=a}. {\displaystyle a} voldoet dus aan de vergelijking
{\displaystyle a^{2}-a+b^{2}=0} of {\displaystyle (a-{\tfrac {1}{2}})^{2}+b^{2}={\tfrac {1}{4}}}.
Dit is een cirkel met centrum {\displaystyle (1/2,0)} en straal 1/2. Of, in termen van een hoek {\displaystyle \theta },
{\displaystyle M={\tfrac {1}{2}}{\begin{pmatrix}1-\cos \theta &\sin \theta \\\sin \theta &1+\cos \theta \end{pmatrix}}} is idempotent, maar lineair afhankelijk.
{\displaystyle b=c} is geen noodzakelijke voorwaarde: iedere matrix
{\displaystyle {\begin{pmatrix}a&b\\c&1-a\end{pmatrix}}} met {\displaystyle a^{2}+bc=a} is idempotent, maar ook weer afhankelijk.

## Eigenschappen
Met uitzondering van de eenheidsmatrix is een idempotente matrix singulier. Veronderstel dat {\displaystyle M} regulier is. {\displaystyle MM=M} voorvermenigvuldigd met {\displaystyle M^{-1}} geeft {\displaystyle M=I}.
Het verschil tussen een eenheidsmatrix en een idempotente matrix is weer een idempotente matrix, volgens {\displaystyle [I-M][I-M]=I-2M+M^{2}=I-2M+M=I-M}.
Voor een idempotente matrix {\displaystyle A} geldt voor alle machten {\displaystyle n\geq 1} dat {\displaystyle A^{n}=A}. 
Een idempotente matrix is altijd diagonaliseerbaar en de eigenwaardes ervan zijn ofwel 0 of 1. Het spoor van een idempotente matrix is gelijk aan de rang van de matrix.